# Ornithogalum britteniae
Ornithogalum britteniae là một loài thực vật có hoa trong họ Măng tây. Loài này được F.M.Leight. ex Oberm. mô tả khoa học đầu tiên năm 1978.